# Dönitz (Klötze)
Dönitz ist eine Ortschaft und ein Ortsteil der Stadt Klötze im Altmarkkreis Salzwedel in Sachsen-Anhalt.

## Geographie

### Lage
Das Dorf Dönitz liegt etwa 20 Kilometer nordöstlich von Wolfsburg und etwa fünf Kilometer östlich der Landesgrenze zu Niedersachsen in der Altmark. Der Ort liegt geologisch auf der Calvörder Scholle. Zwei Kilometer südwestlich von Dönitz in der Nähe es Dorfes Altferchau entspringt die Jeetze. Die nächste überregionale Straßenverbindung ist die B 248, welche etwa sechs Kilometer westlich von Dönitz verläuft.

### Ortschaftsgliederung
Die Ortschaft Dönitz besteht aus den drei Ortsteilen Dönitz, Altferchau und Schwarzendamm.

## Geschichte

### Mittelalter bis Neuzeit
Die Geschichte der drei Dörfer der heutigen Ortschaft reicht weit in das Mittelalter zurück. Sie fielen im Mittelalter wüst und wurden später wieder besiedelt. Sie gehörten in landesgeschichtlicher Hinsicht immer zur Altmark und damit zur Markgrafschaft und dem Kurfürstentum Brandenburg. Dönitz ist eine wendische Gründung. Der Name kommt vom altslawischen dŭno und bedeutet so viel wie „Ort im Talgrund“.
Die erste Erwähnung von Dönitz stammt aus dem Jahre 1420 als dacz dorff czu dontze, dacz ist wüste. Das Dorf war also unbewohnt, als es in einer Urkunde über ein Lehen für Günzel von Bartensleben genannt wurde.
1442 wurde das Dorf mit der Mühle und aller Zubehörung als Eigentum der Herrschaft Wolfsburg genannt. 1541 trug es den Namen Duntz. 1608 ist es ein Dorf im Beritt (Landreiterei) Salzwedel. Im Jahre 1620 werden vier Ackerleute und zwei Kossaten aufgeführt. Weitere Nennungen sind 1687 Doentze und 1804 Dönitz.
Die namenlose Wassermühle in Dönitz, die zwar noch intakt ist, aber nicht mehr benutzt wird, gilt als die erste, die an der Jeetze gebaut wurde.

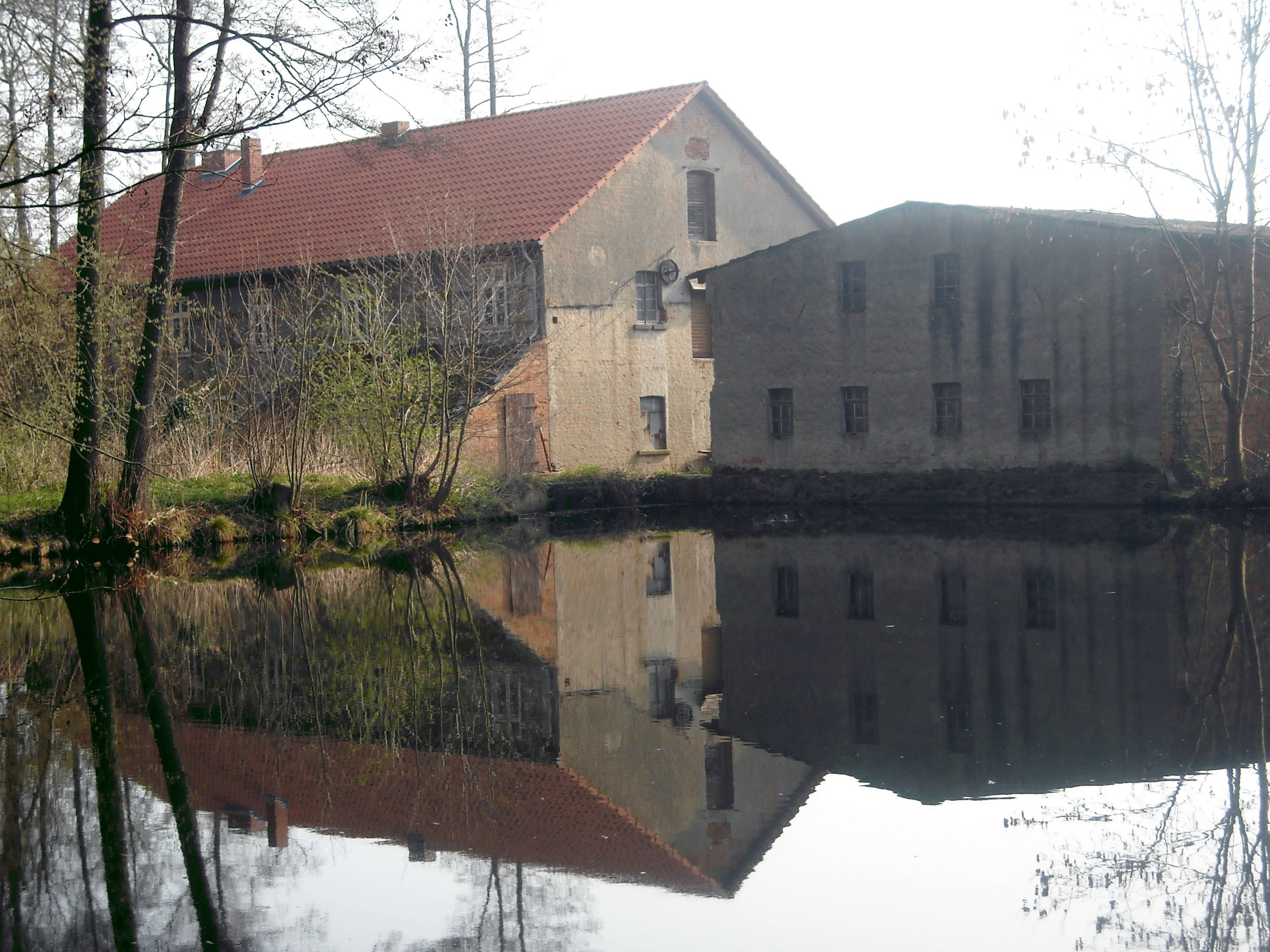
Hoppenmühle bei Immekath, nördlich von Dönitz, deren Mühlenteich von der Jeetze gespeist wird

### Eingemeindungen
Bis 1807 gehörte das Dorf zum Salzwedelischen Kreis der Mark Brandenburg in der Altmark. Danach lag es ab 1807 im Kanton Brome und ab 1808 bis 1813 im Kanton Jübar auf dem Territorium des napoleonischen Königreichs Westphalen. Ab 1816 gehörte die Gemeinde zum Kreis Salzwedel, dem späteren Landkreis Salzwedel.
Am 1. April 1938 schlossen sich die Gemeinden Dönitz, Schwarzendamm und Altferchau im Landkreis Salzwedel zu einer neuen Gemeinde mit dem Namen Dönitz zusammen. Diese Gemeinde wurde am 15. Juli 1950 vom Landkreis Salzwedel in den Landkreis Gardelegen umgegliedert. Am 25. Juli 1952 kam sie dann zum Kreis Klötze. Nach dessen Auflösung wurde sie dem Altmarkkreis Salzwedel zugeordnet.
Durch einen Gebietsänderungsvertrag beschloss der Gemeinderat der Gemeinde Dönitz am 9. Januar 2009, dass die Gemeinde Dönitz in die Stadt Klötze eingemeindet wird. Dieser Vertrag wurde vom Landkreis als unterer Kommunalaufsichtsbehörde genehmigt und trat am 1. Januar 2010 in Kraft.
Nach Eingemeindung der bisher selbstständigen Gemeinde Dönitz wurden Altferchau, Dönitz und Schwarzendamm Ortsteile der Stadt Klötze. Für die eingemeindete Gemeinde wurde die Ortschaftsverfassung nach den §§ 86 ff. Gemeindeordnung Sachsen-Anhalt eingeführt. Die eingemeindete Gemeinde Dönitz und künftigen Ortsteile Dönitz, Altferchau und Schwarzendamm wurden zur Ortschaft der aufnehmenden Stadt Klötze. In der eingemeindeten Gemeinde und nunmehrigen Ortschaft Dönitz wurde ein Ortschaftsrat mit drei Mitgliedern einschließlich Ortsbürgermeister gebildet.
Damit kamen am 1. Januar 2010 die Ortsteile Dönitz, Altferchau und Schwarzendamm zur Stadt Klötze und zur neu errichteten Ortschaft Dönitz.

### Einwohnerentwicklung

#### Gemeinde
| Jahr | Einwohner |
| ---- | --------- |
| 1734 | 029       |
| 1774 | 041       |
| 1789 | 034       |
| 1798 | 042       |
| 1801 | 041       |
| 1818 | 046       |
| 1840 | 078       |
| 1864 | 102       |
| 1871 | 101       |
| 1885 | 108       |

| Jahr | Einwohner |
| ---- | --------- |
| 1892 | [00]117   |
| 1895 | 117       |
| 1900 | [00]105   |
| 1905 | 103       |
| 1910 | [00]120   |
| 1925 | 131       |
| 1939 | 260       |
| 1946 | 325       |
| 1964 | 233       |
| 1971 | 205       |

| Jahr | Einwohner |
| ---- | --------- |
| 1981 | 156       |
| 1985 | [00]151   |
| 1990 | [00]139   |
| 1993 | 139       |
| 1995 | [00]153   |
| 2000 | [00]146   |
| 2004 | [00]149   |
| 2006 | [00]138   |
| 2008 | [00]135   |
| 2009 | [00]136   |

Quelle, wenn nicht angegeben, bis 1993:

#### Ortsteil
| Jahr | Einwohner |
| ---- | --------- |
| 2017 | [00]46    |
| 2018 | [00]44    |
| 2020 | [00]40    |
| 2021 | [00]40    |
| 2022 | [0]42     |
| 2023 | [0]41     |

## Religion
Die evangelischen Christen aus Dönitz sind in die Kirchengemeinde Immekath eingekircht, die früher zur Pfarrei Immekath gehörte und heute betreut wird vom Pfarrbereich Steimke-Kusey im Kirchenkreis Salzwedel im Bischofssprengel Magdeburg der Evangelischen Kirche in Mitteldeutschland.

## Politik

### Ortsbürgermeister
Ortsbürgermeister der Ortschaft Dönitz ist Matthias Licht.
Letzter Bürgermeister der Gemeinde war Dirk Fuhrmann. Der letzte Gemeinderat setzte sich aus acht Ratsmitgliedern und dem vorsitzenden Bürgermeister zusammen.

### Ortschaftsrat
Die Ortschaftsratswahl vom 9. Juni 2024 ergab das folgende Ergebnis.
- 3 Sitze: Wählergemeinschaft Dönitz (86,53 %)
- kein Sitz: Einzelbewerber Bierstedt (13,48 %)

Von 103 Wahlberechtigten hatten 94 ihre Stimme abgegeben, die Wahlbeteiligung betrug damit 91,26 Prozent.

### Wappen
Das Wappen wurde am 9. Februar 1994 durch das Regierungspräsidium Magdeburg genehmigt.
Blasonierung: „Von Rot und Silber gespalten mit einem von drei jungen Trieben beblätterten Baumstumpf in verwechselten Farben.“
Das Wappen konzentriert sich auf symbolische Elemente, die allen drei ehemaligen Ortsteilen gemeinsam sind. Dönitz ist noch heute reich an schönen alten Baumbeständen und überhaupt an einer noch weitgehend intakten Natur. Dies wird durch den Baum symbolisiert, der nicht einer bestimmten Baumart zugeordnet ist, sondern stellvertretend für sämtliche Bäume des hier vorherrschenden Mischwaldes steht. Die geschichtliche Gemeinsamkeit des Untergangs und Neuerstehens aller drei Ortsteile wird durch den Baumstumpf mit neuen Trieben versinnbildlicht.
Die Orte gehörten in landesgeschichtlicher Hinsicht jahrhundertelang zur Altmark und damit zur Markgrafschaft und zum Kurfürstentum Brandenburg, deren Farben Rot und Silber sind.
Die Farben der ehemaligen Gemeinde sind Rot und Silber (Weiß).
Das Wappen wurde vom Braunschweiger Arnold Rabbow gestaltet.

## Kultur und Sehenswürdigkeiten

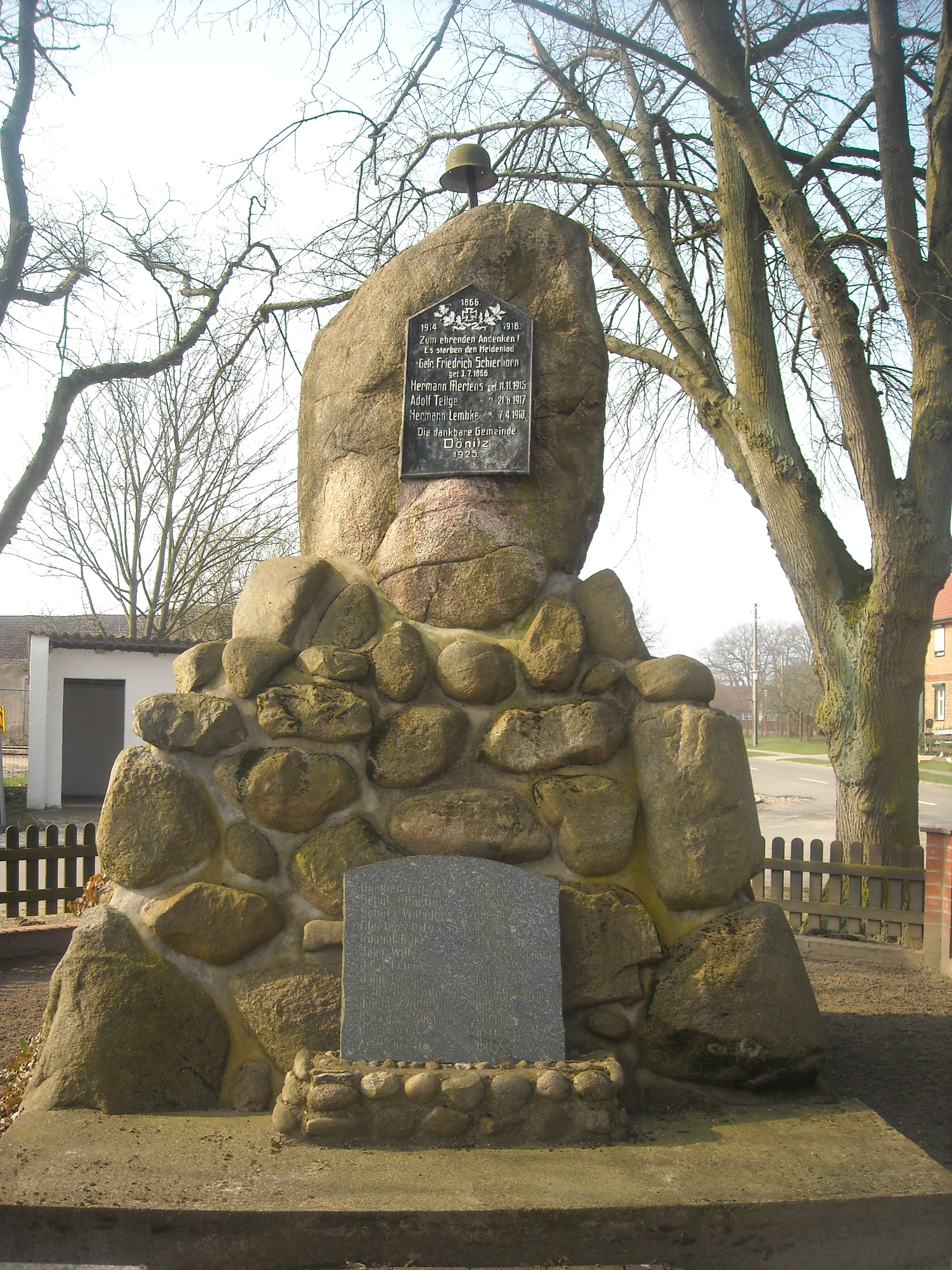
Das Denkmal für die Gefallenen des Ersten und Zweiten Weltkrieges in Dönitz

- Der Ortsfriedhof liegt am westlichen Ende des Dorfes.
- In Dönitz steht ein Denkmal für die Gefallenen des Ersten und Zweiten Weltkrieges und für 1866, eine Feldsteinpyramide.[21]

## Vereine
- Heimatverein Dönitz e. V.